# 前田正男
前田 正男（まえだ まさお、1913年7月10日 - 2008年2月12日）は、日本の政治家。日本自由党・民主自由党・自由党・自由民主党に所属し、衆議院議員（11期）、科学技術庁長官（三木改造内閣）を務めた。従三位勲一等。甥は元民主党参議院議員の前田武志。

## 来歴・人物

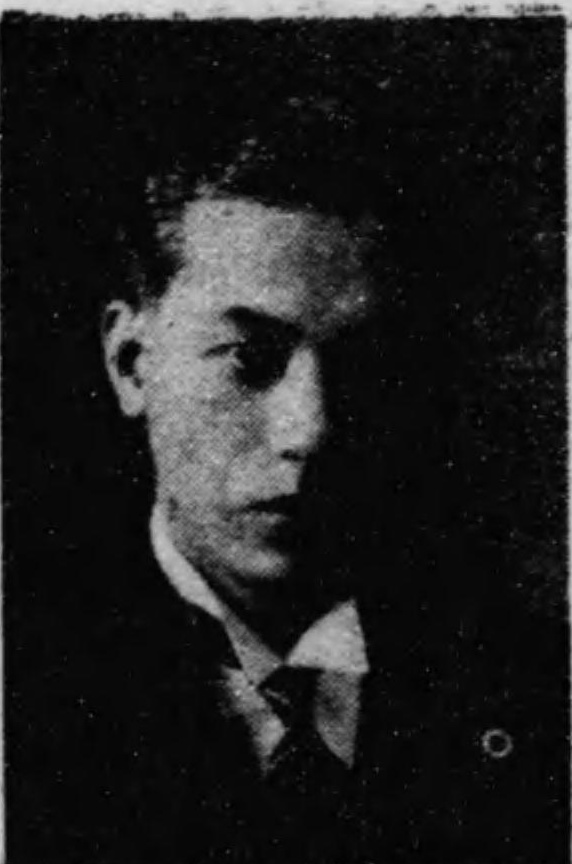
1948年ごろ

岐阜県稲葉郡北長森村（現岐阜市）出身。1936年に山梨高等工業学校機械科（現山梨大学工学部）を卒業する。その後、三井物産株式会社の社員を経て、三井精機工業株式会社に勤務し、奈良県産業復興会議設立準備委員会事務責任者となった。
1947年の第23回衆議院議員総選挙に旧奈良県全県区から無所属で出馬し初当選。1947年12月時点で奈良県工業協会連合会常任理事兼事業部長を務めた。その後、日本自由党→民主自由党→自由党に所属。1953年5月、第5次吉田内閣で保安政務次官に就任。1954年7月、防衛庁設置により防衛政務次官となる。
1955年の保守合同による自由民主党結党に参加。派閥は石井派から、のち田中派に所属し、同派では顧問を務めた。また、国会では、1961年より科学技術振興対策特別委員長、1972年より内閣委員長を務めた。
入閣は遅く、田中派加入後の1976年に当選10回にしてようやく三木改造内閣の科学技術庁長官として初入閣（この改造内閣での田中派からの唯一の入閣）。同時に原子力委員会委員長にも就任した。しかし、その年の暮れに行われた総選挙では現職閣僚でありながら落選の憂き目に遭う。1980年の総選挙で返り咲きを果たした後、1983年、甥の武志に地盤を譲り政界引退。同年勲一等旭日大綬章受章。
2008年2月12日、心不全のため神奈川県鎌倉市の病院で死去。享年94。叙従三位。

## 親族
- 実父 前田勇（陸軍大佐、男爵）
- 養父 前田正実（陸軍中将）